# Liste der Naturdenkmale in Rüdesheim am Rhein
Die Liste der Naturdenkmale in Rüdesheim am Rhein nennt die auf dem Gebiet der Stadt Rüdesheim am Rhein im Rheingau-Taunus-Kreis gelegenen Naturdenkmale.

## Naturdenkmale
| Bild                          | Bezeichnung        | Ortsteil, Lage                                 | Beschreibung | Art           | Nr.   |
| ----------------------------- | ------------------ | ---------------------------------------------- | ------------ | ------------- | ----- |
| BW                            | Maulbeerbaumallee  | Rüdesheim 49° 58′ 43,3″ N, 7° 56′ 41,8″ O      |              | Maulbeerbaum  | 12/1  |
| BW                            | Speierling         | Rüdesheim 50° 0′ 26,9″ N, 7° 54′ 26,4″ O       |              | Speierling    | 12/5  |
| BW                            | Reichenbacheiche   | Rüdesheim 50° 0′ 48,8″ N, 7° 53′ 44,2″ O       |              | Eiche         | 12/6  |
| mehr Fotos \| Fotos hochladen | Schwarzpappel      | Rüdesheim 49° 58′ 37,1″ N, 7° 56′ 9,2″ O       |              | Schwarzpappel | 12/8  |
| BW                            | Linde (Nothgottes) | Rüdesheim 50° 0′ 10″ N, 7° 55′ 31,1″ O         |              | Linde         | 12/10 |
| BW                            | Linde              | Eibingen 49° 59′ 12,5″ N, 7° 55′ 47,9″ O       |              | Linde         | 12/11 |
| BW                            | Spitzahorn         | Assmannshausen 49° 59′ 12,9″ N, 7° 51′ 57,5″ O |              | Spitzahorn    | 12/13 |